# White & Poppe
White & Poppe was een Brits merk van motorfietsen en inbouwmotoren, dat van 1902 tot 1922 heeft bestaan. 
Het bedrijf White & Poppe was gevestigd in Coventry en maakte motorfietsen met eigen V-twins en kwam in 1906 met eigen 489 cc-paralleltwins, die in sommige gevallen watergekoeld waren. 
Maar het merk was vooral bekend om het grote scala aan inbouwmotoren voor auto’s en motorfietsen die aan vele andere merken geleverd werden.